# Walkover
En walkover, også W. O. eller w/o (oprindeligt to ord: "gå over") er tildelingen af en sejr, til en deltager, fordi der ikke er andre deltagere eller de andre deltagere er blevet diskvalificeret eller har tabt. Udtrykket kan anvendes i sport, men også til valg. Ordet bruges mere generelt ved udvidelse, især i politik, for en konkurrence, hvor vinderen er ikke den eneste deltager, men har meget lidt eller ingen konkurrence. Den snævre og udvidede betydninger af "walkover", som et enkelt ord, er begge fra 1829.